# Eliminatoria al Campeonato Sub-16 de la AFC de 2018
La Eliminatoria para el Campeonato Sub-16 de la AFC de 2018 fue la fase previa que disputaron 45 selecciones sub-17 de la Confederación Asiática de Fútbol para definir a los 16 participantes en la fase final del torneo a celebrarse en Malasia.
La eliminatoria se jugó del 16 al 24 de septiembre y contó con 10 grupos eliminatorios en 10 sedes diferentes.

## Resultados

### Grupo A
Los partidos se jugaron en Arabia Saudita.
| País           | J | G | E | P | GF | GC | GD  | Pts |
| -------------- | - | - | - | - | -- | -- | --- | --- |
| Jordania       | 4 | 3 | 1 | 0 | 12 | 3  | +9  | 10  |
| Arabia Saudita | 4 | 3 | 0 | 1 | 15 | 2  | +13 | 9   |
| Uzbekistán     | 4 | 2 | 1 | 1 | 7  | 1  | +6  | 7   |
| Baréin         | 4 | 1 | 0 | 3 | 8  | 7  | +1  | 3   |
| Sri Lanka      | 4 | 0 | 0 | 4 | 0  | 29 | -29 | 0   |

| 16 de septiembre de 2017, 16:00 | Sri Lanka | 0:6 (0:3) | Baréin                                                   | Al-Riyadh, Riad, Arabia Saudita                          |                                                          |
|                                 |           | Reporte   | Alasfoor 1', 66' · Alawi 36', 40' · Abdulrahman 56', 85' | Asistencia: 200 espectadores Árbitro(s): Khurram Shahzad | Asistencia: 200 espectadores Árbitro(s): Khurram Shahzad |

| 16 de septiembre de 2017, 20:15 | Jordania                | 2:1 (2:0) | Arabia Saudita | Al-Riyadh, Riad, Arabia Saudita                                      |                                                                      |
|                                 | Reziq 35' · Semreen 38' | Reporte   | Al Ali 74'     | Asistencia: 200 espectadores Árbitro(s): Mubarak Mazaroua Al Yaqoubi | Asistencia: 200 espectadores Árbitro(s): Mubarak Mazaroua Al Yaqoubi |

| 18 de septiembre de 2017, 16:00 | Baréin | 0:1 (0:0) | Uzbekistán   | Al-Riyadh, Riad, Arabia Saudita                            |                                                            |
|                                 |        | Reporte   | Mirjalol 89' | Asistencia: 50 espectadores Árbitro(s): Suhaizi Bin Shukri | Asistencia: 50 espectadores Árbitro(s): Suhaizi Bin Shukri |

| 18 de septiembre de 2017, 20:15 | Sri Lanka | 0:7 (0:2) | Jordania                                                                | Al-Riyadh, Riad, Arabia Saudita                              |                                                              |
|                                 |           | Reporte   | Semreen 18', 44' · Jamous 53' · Alruzi 54', 71' · Mousa 60' · Ahmad 80' | Asistencia: 230 espectadores Árbitro(s): Kurbanov Charymurat | Asistencia: 230 espectadores Árbitro(s): Kurbanov Charymurat |

| 20 de septiembre de 2017, 16:00 | Uzbekistán                                                         | 6:0 (2:0) | Sri Lanka | Al-Riyadh, Riad, Arabia Saudita                             |                                                             |
|                                 | Jasurbek 4' (pen.), 6' · Temur 50', 90' · Daniyar 70' · Ruslan 79' | Reporte   |           | Asistencia: 50 espectadores Árbitro(s): Kurbanov Charymurat | Asistencia: 50 espectadores Árbitro(s): Kurbanov Charymurat |

| 20 de septiembre de 2017, 20:15 | Arabia Saudita                                 | 3:0 (2:0) | Baréin | Al-Riyadh, Riad, Arabia Saudita                           |                                                           |
|                                 | Almashhari 33' · Al Ali 36' (pen.) · Kaabi 51' | Reporte   |        | Asistencia: 100 espectadores Árbitro(s): Ali Ahmed Khamis | Asistencia: 100 espectadores Árbitro(s): Ali Ahmed Khamis |

| 22 de septiembre de 2017, 16:00 | Jordania | 0:0     | Uzbekistán | Al-Riyadh, Riad, Arabia Saudita                           |                                                           |
|                                 |          | Reporte |            | Asistencia: 200 espectadores Árbitro(s): Ali Ahmed Khamis | Asistencia: 200 espectadores Árbitro(s): Ali Ahmed Khamis |

| 22 de septiembre de 2017, 20:15 | Arabia Saudita | 10:0 (6:0) | Sri Lanka | Al-Riyadh, Al Riyad, Arabia Saudita                         |                                                             |
|                                 | Qarradi 20', 64' · Al Ali 23', 45+2' · Almashhari 27' · Alarfaj 34' · A R Thanujan 35' (a.g.) · Hassan 47' · Albeshi 55' · Whaeshi 73' | Reporte    |           | Asistencia: 250 espectadores Árbitro(s): Suhaizi Bin Shukri | Asistencia: 250 espectadores Árbitro(s): Suhaizi Bin Shukri |

| 24 de septiembre de 2017, 16:00 | Baréin         | 2:3 (1:3) | Jordania                       | Al-Riyadh, Riad, Arabia Saudita                                      |                                                                      |
|                                 | Alawi 18', 70' | Reporte   | Banihani 8' · Semreen 36', 39' | Asistencia: 150 espectadores Árbitro(s): Mubarak Mazaroua Al Yaqoubi | Asistencia: 150 espectadores Árbitro(s): Mubarak Mazaroua Al Yaqoubi |

| 24 de septiembre de 2017, 20:15 | Uzbekistán | 0:1 (0:0) | Arabia Saudita | Al-Riyadh, Riad, Arabia Saudita                              |                                                              |
|                                 |            | Reporte   | Al Ali 79'     | Asistencia: 300 espectadores Árbitro(s): Kurbanov Charymurat | Asistencia: 300 espectadores Árbitro(s): Kurbanov Charymurat |

### Grupo B
Los partidos se jugaron en Tayikistán.
| País         | J                  | G                  | E                  | P                  | GF                 | GC                 | GD                 | Pts                |
| ------------ | ------------------ | ------------------ | ------------------ | ------------------ | ------------------ | ------------------ | ------------------ | ------------------ |
| Tayikistán   | 3                  | 3                  | 0                  | 0                  | 17                 | 0                  | +17                | 9                  |
| Omán         | 3                  | 2                  | 0                  | 1                  | 14                 | 1                  | +13                | 6                  |
| Siria        | 3                  | 1                  | 0                  | 2                  | 6                  | 8                  | -2                 | 3                  |
| Maldivas     | 3                  | 0                  | 0                  | 3                  | 0                  | 28                 | -28                | 0                  |
| Turkmenistán | Abandonó el torneo | Abandonó el torneo | Abandonó el torneo | Abandonó el torneo | Abandonó el torneo | Abandonó el torneo | Abandonó el torneo | Abandonó el torneo |

| 20 de septiembre de 2017, 16:00 | Omán                                                                                                 | 8:0 (4:0) | Maldivas | Hisor Central Stadium, Hisor, Tayikistán                   |                                                            |
|                                 | Al-naabi 8' · Al Sinaidi 25', 61' · Al Rasbi 43' · Al Salti 45' · Al Naabi 64', 72' · Al-mashary 88' | Reporte   |          | Asistencia: 100 espectadores Árbitro(s): Mooud Bonyadifard | Asistencia: 100 espectadores Árbitro(s): Mooud Bonyadifard |

| 20 de septiembre de 2017, 19:00 | Tayikistán                | 2:0 (0:0) | Siria | Hisor Central Stadium, Hisor, Tayikistán                    |                                                             |
|                                 | Ahmadkhon 69' · Islom 76' | Reporte   |       | Asistencia: 1.210 espectadores Árbitro(s): Sivakorn Pu-udom | Asistencia: 1.210 espectadores Árbitro(s): Sivakorn Pu-udom |

| 22 de septiembre de 2017, 16:00 | Siria | 0:6 (0:0) | Omán                                                                                          | Hisor Central Stadium, Hisor, Tayikistán             |                                                      |
|                                 |       | Reporte   | Al Balushi 66' · Al Salti 67' · Al-mashary 71' · Al Rasbi 75' · Al-hadabi 80' · Al-jaradi 82' | Asistencia: 100 espectadores Árbitro(s): Kim Hee Gon | Asistencia: 100 espectadores Árbitro(s): Kim Hee Gon |

| 22 de septiembre de 2017, 19:00 | Maldivas | 0:14 (0:6) | Tayikistán | Hisor Central Stadium, Hisor, Tayikistán                   |                                                            |
|                                 |          | Reporte    | Shohrukh 24' · Sharifbek 29' (pen.), 90+4' · Ahmadkhon 35', 45+3', 56' · Islom 45+1', 45+2' · Rustam 65' (pen.), 79', 87', 89' · Ibrahim 71' (a.g.) · Azizbek 85' | Asistencia: 1.200 espectadores Árbitro(s): Hamad Ali Alali | Asistencia: 1.200 espectadores Árbitro(s): Hamad Ali Alali |

| 24 de septiembre de 2017, 16:00 | Siria                                                                              | 6:0 (3:0) | Maldivas | Hisor Central Stadium, Hisor, Tayikistán                   |                                                            |
|                                 | Naghnugh 7' · Maatouk 14' · Abo Krsh 33' · Al Khatib 46' · Hatem 58' · Amara 90+4' | Reporte   |          | Asistencia: 100 espectadores Árbitro(s): Mooud Bonyadifard | Asistencia: 100 espectadores Árbitro(s): Mooud Bonyadifard |

| 24 de septiembre de 2017, 19:00 | Omán | 0:1 (0:0) | Tayikistán | Hisor Central Stadium, Hisor, Tayikistán               |                                                        |
|                                 |      | Reporte   | Isroil 76' | Asistencia: 2.300 espectadores Árbitro(s): Kim Hee Gon | Asistencia: 2.300 espectadores Árbitro(s): Kim Hee Gon |

### Grupo C
Los partidos se jugaron en Irán.
| País       | J | G | E | P | GF | GC | GD  | Pts |
| ---------- | - | - | - | - | -- | -- | --- | --- |
| Irán       | 4 | 4 | 0 | 0 | 15 | 1  | +14 | 12  |
| Afganistán | 4 | 3 | 0 | 1 | 11 | 4  | +7  | 9   |
| Kirguistán | 4 | 1 | 1 | 2 | 3  | 8  | -5  | 4   |
| Líbano     | 4 | 1 | 0 | 3 | 3  | 8  | -5  | 4   |
| Bután      | 4 | 0 | 1 | 3 | 1  | 12 | -11 | 1   |

| 16 de septiembre de 2017, 14:00 | Afganistán                                 | 3:1 (1:0) | Kirguistán  | Estadio Enghelab, Karaj, Irán                                        |                                                                      |
|                                 | Walizada 40' · Rashidi 74' · Mirzada 90+4' | Reporte   | Bekkhan 90' | Asistencia: 120 espectadores Árbitro(s): Ahmed Faisal Mohammad Alali | Asistencia: 120 espectadores Árbitro(s): Ahmed Faisal Mohammad Alali |

| 16 de septiembre de 2017, 17:00 | Bután | 0:2 (0:0) | Líbano                           | Estadio Enghelab, Karaj, Irán |                          |
|                                 |       | Reporte   | Zgheib 55' · Hadchity 60' (pen.) | Árbitro(s): Takuto Okabe      | Árbitro(s): Takuto Okabe |

| 18 de septiembre de 2017, 14:00 | Bután | 0:3 (0:2) | Afganistán                    | Estadio Enghelab, Karaj, Irán                        |                                                      |
|                                 |       | Reporte   | Zahidi 3', 89' · Asghar 45+2' | Asistencia: 210 espectadores Árbitro(s): Vo Minh Tri | Asistencia: 210 espectadores Árbitro(s): Vo Minh Tri |

| 18 de septiembre de 2017, 17:00 | Líbano | 0:3 (0:2) | Irán                                  | Estadio Enghelab, Karaj, Irán                            |                                                          |
|                                 |        | Reporte   | Shaverdi 23' · Azizi 24' · Seyedi 81' | Asistencia: 350 espectadores Árbitro(s): Kasimov Sherzod | Asistencia: 350 espectadores Árbitro(s): Kasimov Sherzod |

| 20 de septiembre de 2017, 14:00 | Kirguistán | 1:0 (1:0) | Líbano | Estadio Enghelab, Karaj, Irán                                           |                                                                         |
|                                 | Sergei 16' | Reporte   |        | Asistencia: 67 espectadores Árbitro(s): Srikrishna Coimbatore Ramaswamy | Asistencia: 67 espectadores Árbitro(s): Srikrishna Coimbatore Ramaswamy |

| 16 de septiembre de 2017, 17:00 | Irán                                                 | 6:0 (2:0) | Bután | Estadio Enghelab, Karaj, Irán                                        |                                                                      |
|                                 | Bavieh 12', 42' · Zadeh 54', 97', 90+1' · Rezaei 90' | Reporte   |       | Asistencia: 350 espectadores Árbitro(s): Ahmed Faisal Mohammad Alali | Asistencia: 350 espectadores Árbitro(s): Ahmed Faisal Mohammad Alali |

| 22 de septiembre de 2017, 14:00 | Afganistán   | 1:2 (0:1) | Irán                    | Estadio Enghelab, Karaj, Irán                           |                                                         |
|                                 | Nezami 90+2' | Reporte   | Seyedi 28' · Jafari 70' | Asistencia: 3.105 espectadores Árbitro(s): Takuto Okabe | Asistencia: 3.105 espectadores Árbitro(s): Takuto Okabe |

| 22 de septiembre de 2017, 17:00 | Kirguistán | 1:1 (0:0) | Bután     | Estadio Enghelab, Karaj, Irán                        |                                                      |
|                                 | Sergei 50' | Reporte   | Jigmi 53' | Asistencia: 200 espectadores Árbitro(s): Vo Minh Tri | Asistencia: 200 espectadores Árbitro(s): Vo Minh Tri |

| 24 de septiembre de 2017, 14:00 | Líbano           | 1:4 (0:0) | Afganistán                                      | Estadio Enghelab, Karaj, Irán                            |                                                          |
|                                 | Ayach 68' (pen.) | Reporte   | Samandari 46' · Rashidi 53', 82' · Walizada 87' | Asistencia: 475 espectadores Árbitro(s): Kasimov Sherzod | Asistencia: 475 espectadores Árbitro(s): Kasimov Sherzod |

| 24 de septiembre de 2017, 17:00 | Irán                                      | 4:0 (2:0) | Kirguistán | Estadio Enghelab, Karaj, Irán                                        |                                                                      |
|                                 | Jafari 16', 77' · Rezaei 26' · Bavieh 72' | Reporte   |            | Asistencia: 300 espectadores Árbitro(s): Ahmed Faisal Mohammad Alali | Asistencia: 300 espectadores Árbitro(s): Ahmed Faisal Mohammad Alali |

### Grupo D
Los partidos se jugaron en Nepal.
| País      | J | G | E | P | GF | GC | GD | Pts |
| --------- | - | - | - | - | -- | -- | -- | --- |
| Irak      | 3 | 2 | 1 | 0 | 5  | 0  | +5 | 7   |
| India     | 3 | 1 | 2 | 0 | 5  | 2  | +3 | 5   |
| Palestina | 3 | 1 | 0 | 2 | 2  | 8  | -6 | 3   |
| Nepal     | 3 | 0 | 1 | 2 | 3  | 5  | -2 | 1   |

| 20 de septiembre de 2017, 12:00 | India                                   | 3:0 (0:0) | Palestina | Estadio Halchowk, Katmandú, Nepal                           |                                                             |
|                                 | Moirangthem 53' · Oram 74' · Partap 82' | Reporte   |           | Asistencia: 50 espectadores Árbitro(s): Pechsri Mongkolchai | Asistencia: 50 espectadores Árbitro(s): Pechsri Mongkolchai |

| 20 de septiembre de 2017, 15:30 | Irak          | 1:0 (0:0) | Nepal | Estadio Halchowk, Katmandú, Nepal                           |                                                             |
|                                 | Mandalawi 69' | Reporte   |       | Asistencia: 251 espectadores Árbitro(s): Dmitrii Mashentsev | Asistencia: 251 espectadores Árbitro(s): Dmitrii Mashentsev |

| 22 de septiembre de 2017, 12:00 | Palestina | 0:4 (0:0) | Irak                                                   | Estadio Halchowk, Katmandú, Nepal                                           |                                                                             |
|                                 |           | Reporte   | Shanan 50' · Al-hilfi 67' · Subaihawi 72' · Hameed 89' | Asistencia: 52 espectadores Árbitro(s): Yaqoub Yousuf Qasem Hasan Alhammadi | Asistencia: 52 espectadores Árbitro(s): Yaqoub Yousuf Qasem Hasan Alhammadi |

| 22 de septiembre de 2017, 15:30 | Nepal              | 2:2 (0:0) | India             | Estadio Halchowk, Katmandú, Nepal               |                                                 |
|                                 | Chaudhary 76', 88' | Reporte   | Harpreet 83', 85' | Asistencia: 200 espectadores Árbitro(s): Lakmal | Asistencia: 200 espectadores Árbitro(s): Lakmal |

| 24 de septiembre de 2017, 12:00 | Irak | 0:0     | India | Estadio Halchowk, Katmandú, Nepal                           |                                                             |
|                                 |      | Reporte |       | Asistencia: 100 espectadores Árbitro(s): Dmitrii Mashentsev | Asistencia: 100 espectadores Árbitro(s): Dmitrii Mashentsev |

| 24 de septiembre de 2017, 15:30 | Palestina       | 2:1 (1:1) | Nepal                | Estadio Halchowk, Katmandú, Nepal                                            |                                                                              |
|                                 | Wridat 28', 75' | Reporte   | Chaudhary 10' (pen.) | Asistencia: 198 espectadores Árbitro(s): Yaqoub Yousuf Qasem Hasan Alhammadi | Asistencia: 198 espectadores Árbitro(s): Yaqoub Yousuf Qasem Hasan Alhammadi |

### Grupo E
Los partidos se jugaron en Catar.
| País      | J                  | G                  | E                  | P                  | GF                 | GC                 | GD                 | Pts                |
| --------- | ------------------ | ------------------ | ------------------ | ------------------ | ------------------ | ------------------ | ------------------ | ------------------ |
| Yemen     | 2                  | 2                  | 0                  | 0                  | 8                  | 1                  | +7                 | 6                  |
| Bangladés | 2                  | 1                  | 0                  | 1                  | 2                  | 2                  | 0                  | 3                  |
| Catar     | 2                  | 0                  | 0                  | 2                  | 1                  | 8                  | -7                 | 0                  |
| EAU       | Abandonó el torneo | Abandonó el torneo | Abandonó el torneo | Abandonó el torneo | Abandonó el torneo | Abandonó el torneo | Abandonó el torneo | Abandonó el torneo |

| 20 de septiembre de 2017, 19:45 | Yemen                                                                             | 6:1 (2:1) | Catar       | Estadio Grand Hamad, Doha, Catar                           |                                                            |
|                                 | Al-baadani 18', 86' · Thabit 27' (pen.) · Senan 67' · Al-baleet 82' · Sabah 90+3' | Reporte   | Al-zarra 7' | Asistencia: 306 espectadores Árbitro(s): Hussein Abo Yehia | Asistencia: 306 espectadores Árbitro(s): Hussein Abo Yehia |

| 22 de septiembre de 2017, 16:45 | Bangladés | 0:2 (0:1) | Yemen                           | Estadio Grand Hamad, Doha, Catar                                   |                                                                    |
|                                 |           | Reporte   | Thabit 45+4' · Al-baadani 90+3' | Asistencia: 230 espectadores Árbitro(s): Muhammad Nazmi Nasaruddin | Asistencia: 230 espectadores Árbitro(s): Muhammad Nazmi Nasaruddin |

| 24 de septiembre de 2017, 19:45 | Catar | 0:2 (0:0) | Bangladés           | Estadio Grand Hamad, Doha, Catar                         |                                                          |
|                                 |       | Reporte   | Roy 70' · Fahim 81' | Asistencia: 196 espectadores Árbitro(s): Faizullin Timur | Asistencia: 196 espectadores Árbitro(s): Faizullin Timur |

### Grupo F
Los partidos se jugaron en Taiwán.
| País            | J | G | E | P | GF | GC | GD  | Pts |
| --------------- | - | - | - | - | -- | -- | --- | --- |
| Corea del Norte | 4 | 4 | 0 | 0 | 28 | 0  | +28 | 12  |
| Hong Kong       | 4 | 2 | 0 | 2 | 8  | 4  | +4  | 6   |
| Brunéi          | 4 | 2 | 0 | 2 | 7  | 12 | -5  | 6   |
| China Taipéi    | 4 | 2 | 0 | 2 | 5  | 10 | -5  | 6   |
| Macao           | 4 | 0 | 0 | 4 | 0  | 22 | -22 | 0   |

| 16 de septiembre de 2017, 15:00 | Brunéi                                                           | 4:0 (2:0) | Macao | Universidad Católica Fu Jen, Nuevo Taipéi, Taiwán          |                                                            |
|                                 | Bin Haji 26' · Abd Lamit 37' · Yazid Said 67' (pen.) · Izzat 85' | Reporte   |       | Asistencia: 100 espectadores Árbitro(s): Omar Ahmed Hassan | Asistencia: 100 espectadores Árbitro(s): Omar Ahmed Hassan |

| 16 de septiembre de 2017, 19:00 | China Taipéi | 0:2 (0:0) | Hong Kong                   | Universidad Católica Fu Jen, Nuevo Taipéi, Taiwán          |                                                            |
|                                 |              | Reporte   | Hew Fung 55' · Wong Yat 56' | Asistencia: 450 espectadores Árbitro(s): Masoud Tufayelieh | Asistencia: 450 espectadores Árbitro(s): Masoud Tufayelieh |

| 18 de septiembre de 2017, 15:00 | Macao | 0:10 (0:3) | Corea del Norte | Universidad Católica Fu Jen, Nuevo Taipéi, Taiwán |                                                  |
|                                 |       | Reporte    | Kim Jin Guk 14' · Ri Jo Guk 27', 58', 67' · Xiao Rongrui 43' (a.g.) · Won Hyok 51' · Ra Nam Hyon 60', 70', 83' · Ri Yong Gwang 76' | Asistencia: 60 espectadores Árbitro(s): Ali Reda  | Asistencia: 60 espectadores Árbitro(s): Ali Reda |

| 18 de septiembre de 2017, 19:00 | Brunéi    | 1:2 (1:0) | China Taipéi                             | Universidad Católica Fu Jen, Nuevo Taipéi, Taiwán             |                                                               |
|                                 | Latip 11' | Reporte   | Lin Chun Kai 85' · Yang, Sheng-kai 90+3' | Asistencia: 200 espectadores Árbitro(s): Ahmad Yacoub Ibrahim | Asistencia: 200 espectadores Árbitro(s): Ahmad Yacoub Ibrahim |

| 20 de septiembre de 2017, 15:00 | Corea del Norte | 9:0 (7:0) | Brunéi | Universidad Católica Fu Jen, Nuevo Taipéi, Taiwán          |                                                            |
|                                 | Ri Hun 6' · Kim Kang Song 12', 45+1' · Kim Won Il 13', 32', 60' · Ra Nam Hyon 22' · Kim Jin Hyok 42' · Ko Chang Ung 49' | Reporte   |        | Asistencia: 100 espectadores Árbitro(s): Masoud Tufayelieh | Asistencia: 100 espectadores Árbitro(s): Masoud Tufayelieh |

| 20 de septiembre de 2017, 19:00 | Hong Kong                                                      | 5:0 (3:0) | Macao | Universidad Católica Fu Jen, Nuevo Taipéi, Taiwán           |                                                             |
|                                 | Sean Snelder 7', 40' · Chan Shinichi 25', 54' · Lau Ka Kiu 89' | Reporte   |       | Asistencia: 20 espectadores Árbitro(s): Khamsing Sayavongsy | Asistencia: 20 espectadores Árbitro(s): Khamsing Sayavongsy |

| 22 de septiembre de 2017, 15:00 | Hong Kong           | 1:2 (1:0) | Brunéi            | Universidad Católica Fu Jen, Nuevo Taipéi, Taiwán                |                                                                  |
|                                 | Siu Hang 38' (pen.) | Reporte   | Hj Masri 60', 89' | Asistencia: 40 espectadores Árbitro(s): Omar Ahmed Hassan Al-ali | Asistencia: 40 espectadores Árbitro(s): Omar Ahmed Hassan Al-ali |

| 22 de septiembre de 2017, 19:00 | China Taipéi | 0:7 (0:3) | Corea del Norte                                                                     | Universidad Católica Fu Jen, Nuevo Taipéi, Taiwán |                                                   |
|                                 |              | Reporte   | Kim Kang Song 7', 27', 52' · An Phyong Il 8', 64' · Kim Jin Hyok 58' · Won Hyok 86' | Asistencia: 300 espectadores Árbitro(s): Ali Reda | Asistencia: 300 espectadores Árbitro(s): Ali Reda |

| 24 de septiembre de 2017, 15:00 | Corea del Norte                  | 2:0 (1:0) | Hong Kong | Universidad Católica Fu Jen, Nuevo Taipéi, Taiwán            |                                                              |
|                                 | Song Hyok 38' · Kim Jin Hyok 90' | Reporte   |           | Asistencia: 100 espectadores Árbitro(s): Khamsing Sayavongsy | Asistencia: 100 espectadores Árbitro(s): Khamsing Sayavongsy |

| 24 de septiembre de 2017, 19:00 | Macao | 0:3 (0:2) | China Taipéi                                                 | Universidad Católica Fu Jen, Nuevo Taipéi, Taiwán             |                                                               |
|                                 |       | Reporte   | Yang, Sheng-kai 28' · Lin Chun Kai 43' · Liang Meng-hsin 56' | Asistencia: 300 espectadores Árbitro(s): Ahmad Yacoub Ibrahim | Asistencia: 300 espectadores Árbitro(s): Ahmad Yacoub Ibrahim |

### Grupo G
Los partidos se jugaron en Tailandia.
| País                     | J | G | E | P | GF | GC | GD  | Pts |
| ------------------------ | - | - | - | - | -- | -- | --- | --- |
| Indonesia                | 4 | 4 | 0 | 0 | 25 | 1  | +24 | 12  |
| Tailandia                | 4 | 3 | 0 | 1 | 18 | 2  | +16 | 9   |
| Timor Oriental           | 4 | 2 | 0 | 2 | 17 | 10 | +7  | 6   |
| Laos                     | 4 | 1 | 0 | 3 | 13 | 12 | +1  | 3   |
| Islas Marianas del Norte | 4 | 0 | 0 | 4 | 1  | 49 | -48 | 0   |

| 16 de septiembre de 2017, 16:00 | Timor Oriental                                                                                     | 5:2 (3:1) | Laos                                                 | Estadio Rajamangala, Bangkok, Tailandia                                 |                                                                         |
|                                 | Mouzinho De Lima 3' · Da Conceicao 16', 42' · Paulo Domingos Freitas 60' · Elias Joao Mesquita 68' | Reporte   | Sisouphonh Ackhavong 45+2' · Da Conceicao 82' (a.g.) | Asistencia: 64 espectadores Árbitro(s): Jameel Juma Abdulhusain Mohamed | Asistencia: 64 espectadores Árbitro(s): Jameel Juma Abdulhusain Mohamed |

| 16 de septiembre de 2017, 19:00 | Indonesia | 18:0 (6:0) | Islas Marianas del Norte | Estadio Rajamangala, Bangkok, Tailandia               |                                                       |
|                                 | Supriadi 9', 46', 90' · Alfikri 13', 25', 42' · Juliansyah 14', 21' · Armando Ondriano 49', 63', 65', 67', 82' · Abdillah 69' · Lestaluhu 70', 72', 88' · Oktaviansyah 90+2' | Reporte    |                          | Asistencia: 52 espectadores Árbitro(s): Bijan Heidari | Asistencia: 52 espectadores Árbitro(s): Bijan Heidari |

| 18 de septiembre de 2017, 16:00 | Indonesia                      | 3:1 (0:1) | Timor Oriental | Estadio Rajamangala, Bangkok, Tailandia              |                                                      |
|                                 | Armando Ondriano 61', 64', 89' | Reporte   | Freitas 19'    | Asistencia: 76 espectadores Árbitro(s): Robert Evans | Asistencia: 76 espectadores Árbitro(s): Robert Evans |

| 18 de septiembre de 2017, 19:00 | Islas Marianas del Norte | 0:10 (0:3) | Tailandia | Estadio Rajamangala, Bangkok, Tailandia                             |                                                                     |
|                                 |                          | Reporte    | Chote-irachaithon 30' · Sanmahung 40' · Bua-ngam 45' · Butsing 47', 90' · Thongbai 53', 55' · Janngam 58' · Thumsen 62', 86' | Asistencia: 204 espectadores Árbitro(s): Shukri Hussain A Alhunfush | Asistencia: 204 espectadores Árbitro(s): Shukri Hussain A Alhunfush |

| 20 de septiembre de 2017, 16:00 | Laos | 10:0 (5:0) | Islas Marianas del Norte | Estadio Rajamangala, Bangkok, Tailandia                                 |                                                                         |
|                                 | Chanthamaly 3' · Wenpaserth 5', 18', 42', 44', 71' · Ackhavong 76' · Thongsanith 86' (pen.) · Keopheth 88' · Keomanyvong 90+1' | Reporte    |                          | Asistencia: 70 espectadores Árbitro(s): Jameel Juma Abdulhusain Mohamed | Asistencia: 70 espectadores Árbitro(s): Jameel Juma Abdulhusain Mohamed |

| 20 de septiembre de 2017, 19:00 | Tailandia | 0:1 (0:1) | Indonesia    | Estadio Rajamangala, Bangkok, Tailandia                                |                                                                        |
|                                 |           | Reporte   | Abdillah 20' | Asistencia: 350 espectadores Árbitro(s): Mohammad Hasan Mahmoud Arafah | Asistencia: 350 espectadores Árbitro(s): Mohammad Hasan Mahmoud Arafah |

| 22 de septiembre de 2017, 16:00 | Laos | 0:3 (0:1) | Indonesia                                    | Estadio Rajamangala, Bangkok, Tailandia              |                                                      |
|                                 |      | Reporte   | Armando Ondriano 25', 59' · Juliansyah 90+4' | Asistencia: 63 espectadores Árbitro(s): Robert Evans | Asistencia: 63 espectadores Árbitro(s): Robert Evans |

| 22 de septiembre de 2017, 19:00 | Timor Oriental | 0:4 (0:1) | Tailandia                                     | Estadio Rajamangala, Bangkok, Tailandia                |                                                        |
|                                 |                | Reporte   | Thongbai 43', 58' · Butsing 53' · Thumsen 81' | Asistencia: 283 espectadores Árbitro(s): Bijan Heidari | Asistencia: 283 espectadores Árbitro(s): Bijan Heidari |

| 24 de septiembre de 2017, 16:00 | Islas Marianas del Norte | 1:11 (0:3) | Timor Oriental                                                                                                   | Estadio Rajamangala, Bangkok, Tailandia                            |                                                                    |
|                                 | Maniago 70'              | Reporte    | De Lima 8', 32', 85' · Da Costa 13' · Freitas 52', 54' · Brito 56', 59' · Ornai Liu 68', 78' · Mendez 81' (a.g.) | Asistencia: 60 espectadores Árbitro(s): Shukri Hussain A Alhunfush | Asistencia: 60 espectadores Árbitro(s): Shukri Hussain A Alhunfush |

| 24 de septiembre de 2017, 19:00 | Tailandia                                                                 | 4:1 (1:0) | Laos           | Estadio Rajamangala, Bangkok, Tailandia                                |                                                                        |
|                                 | Chote-jirachaithon 12' · Thumsen 58' (pen.), 90+2' · Vannalath 85' (a.g.) | Reporte   | Wenpaserth 78' | Asistencia: 337 espectadores Árbitro(s): Mohammad Hasan Mahmoud Arafah | Asistencia: 337 espectadores Árbitro(s): Mohammad Hasan Mahmoud Arafah |

### Grupo H
Los partidos se jugaron en Birmania.
| País          | J | G | E | P | GF | GC | GD  | Pts |
| ------------- | - | - | - | - | -- | -- | --- | --- |
| Corea del Sur | 3 | 3 | 0 | 0 | 13 | 0  | +13 | 9   |
| China         | 3 | 2 | 0 | 1 | 4  | 2  | +2  | 6   |
| Birmania      | 3 | 1 | 0 | 2 | 6  | 6  | 0   | 3   |
| Filipinas     | 3 | 0 | 0 | 3 | 0  | 15 | -15 | 0   |

| 25 de septiembre de 2017, 15:00 | Corea del Sur                                                                                               | 8:0 (2:0) | Filipinas | Estadio Thuwunna, Rangún, Birmania                     |                                                        |
|                                 | Kim Donghyeon 11' · Lee Taeseok 27' · Paik Sanghoon 65' · Park Sejun 67', 74' · Jeong Sangbin 73', 85', 89' |           |           | Asistencia: 116 espectadores Árbitro(s): Payam Heidari | Asistencia: 116 espectadores Árbitro(s): Payam Heidari |

| 25 de septiembre de 2017, 18:00 | China                                         | 2:1 (0:0) | Birmania    | Estadio Thuwunna, Rangún, Birmania                                 |                                                                    |
|                                 | Subi Abulimiti 57' · Aifeierding Aisikaer 77' | Reporte   | Shwe Ko 87' | Asistencia: 333 espectadores Árbitro(s): Mohammed Khled S Al Hoish | Asistencia: 333 espectadores Árbitro(s): Mohammed Khled S Al Hoish |

| 27 de septiembre de 2017, 15:00 | Filipinas | 0:2 (0:1) | China                                 | Estadio Thuwunna, Rangún, Birmania                                         |                                                                            |
|                                 |           | Reporte   | Zhang Xingliang 39' · Pan Yusheng 90' | Asistencia: 143 espectadores Árbitro(s): Khalid Marhoun Sulaiman Al Shaqsi | Asistencia: 143 espectadores Árbitro(s): Khalid Marhoun Sulaiman Al Shaqsi |

| 27 de septiembre de 2017, 18:00 | Birmania | 0:4 (0:2) | Corea del Sur                                                                 | Estadio Thuwunna, Rangún, Birmania                     |                                                        |
|                                 |          | Reporte   | Yoon Sukju 16' · Lee Junsuk 39' · Jeong Sangbin 57' · Hong Yunsang 82' (pen.) | Asistencia: 286 espectadores Árbitro(s): Payam Heidari | Asistencia: 286 espectadores Árbitro(s): Payam Heidari |

| 29 de septiembre de 2017, 15:00 | Corea del Sur          | 1:0 (0:0) | China | Estadio Thuwunna, Rangún, Birmania                    |                                                       |
|                                 | Choi Minseo 61' (pen.) | Reporte   |       | Asistencia: 84 espectadores Árbitro(s): Payam Heidari | Asistencia: 84 espectadores Árbitro(s): Payam Heidari |

| 29 de septiembre de 2017, 18:00 | Birmania                                             | 5:0 (3:0) | Filipinas | Estadio Thuwunna, Rangún, Birmania                                    |                                                                       |
|                                 | Kyaw 11' · Thein 34' · Lin 37' · Aung 59' · Aung 81' | Reporte   |           | Asistencia: 124 espectadores Árbitro(s): Ammar Ebrahim Hasan Mahfoodh | Asistencia: 124 espectadores Árbitro(s): Ammar Ebrahim Hasan Mahfoodh |

### Grupo I
Los partidos se jugaron en Mongolia.
| País      | J | G | E | P | GF | GC | GD  | Pts |
| --------- | - | - | - | - | -- | -- | --- | --- |
| Australia | 3 | 3 | 0 | 0 | 18 | 2  | +16 | 9   |
| Vietnam   | 3 | 2 | 0 | 1 | 15 | 5  | +10 | 6   |
| Camboya   | 3 | 1 | 0 | 2 | 5  | 12 | -7  | 3   |
| Mongolia  | 3 | 0 | 0 | 3 | 3  | 22 | -19 | 0   |

| 20 de septiembre de 2017, 12:00 | Vietnam                                                                                    | 5:2 (1:1) | Camboya                   | Centro de Fútbol de la FFM, Ulán Bator, Mongolia    |                                                     |
|                                 | Hoang 9' · Vo Nguyen Hoang 56' · Ha Trung Hau 68' · Nguyen The Hung 79' · Doan Chi Bao 85' | Reporte   | Ky Rina 13' · Ly Mael 74' | Asistencia: 96 espectadores Árbitro(s): Kim Daeyong | Asistencia: 96 espectadores Árbitro(s): Kim Daeyong |

| 20 de septiembre de 2017, 16:00 | Australia | 10:1 (5:1) | Mongolia         | Centro de Fútbol de la FFM, Ulán Bator, Mongolia      |                                                       |
|                                 | Tyson Savas 8', 27', 34', 42', 50' · Tristan Hammond 30' · Cameron Peupion 66' · Noah Botic 67' · Jaiden Kucharski 79' · Birkan Kirdar 83' | Reporte    | Erdene-Ochir 33' | Asistencia: 465 espectadores Árbitro(s): Hasan Akrami | Asistencia: 465 espectadores Árbitro(s): Hasan Akrami |

| 22 de septiembre de 2017, 12:00 | Camboya | 0:5 (0:0) | Australia                                                                                       | Centro de Fútbol de la FFM, Ulán Bator, Mongolia         |                                                          |
|                                 |         | Reporte   | Birkan Kirdar 73' (pen.), 90' · Tyson Savas 83' · Noah Botic 86' (pen.) · Cameron Peupion 90+3' | Asistencia: 46 espectadores Árbitro(s): Banerjee Pranjal | Asistencia: 46 espectadores Árbitro(s): Banerjee Pranjal |

| 22 de septiembre de 2017, 16:00 | Mongolia | 0:9 (0:2) | Vietnam | Centro de Fútbol de la FFM, Ulán Bator, Mongolia         |                                                          |
|                                 |          | Reporte   | Vo Nguyen Hoang 13' · Dinh Thanh Trung 24' (pen.) · Doan Chi Bao 50', 61', 65', 88' · Vo Minh Dan 53' · Hoang 58' · Ha Trung Hau 76' | Asistencia: 375 espectadores Árbitro(s): Ahmad Bin Ahmad | Asistencia: 375 espectadores Árbitro(s): Ahmad Bin Ahmad |

| 24 de septiembre de 2017, 12:00 | Vietnam            | 1:3 (0:0) | Australia                                                      | Centro de Fútbol de la FFM, Ulán Bator, Mongolia      |                                                       |
|                                 | Dau Ngoc Thanh 80' | Reporte   | Tyson Savas 63' · Ryan Teague 72' · Tristan Hammond 79' (pen.) | Asistencia: 182 espectadores Árbitro(s): Hasan Akrami | Asistencia: 182 espectadores Árbitro(s): Hasan Akrami |

| 24 de septiembre de 2017, 16:00 | Mongolia             | 2:3 (1:3) | Camboya                                              | Centro de Fútbol de la FFM, Ulán Bator, Mongolia     |                                                      |
|                                 | Erdenetsogt 24', 52' | Reporte   | Ky Rina 7' · Met Samel 18' · Bunthoeun Bunnarong 34' | Asistencia: 250 espectadores Árbitro(s): Kim Daeyong | Asistencia: 250 espectadores Árbitro(s): Kim Daeyong |

### Grupo J
Los partidos se jugaron en Indonesia.
| País     | J | G | E | P | GF | GC | GD  | Pts |
| -------- | - | - | - | - | -- | -- | --- | --- |
| Japón    | 3 | 3 | 0 | 0 | 35 | 0  | +35 | 9   |
| Malasia  | 3 | 2 | 0 | 1 | 20 | 6  | +14 | 6   |
| Singapur | 3 | 1 | 0 | 2 | 10 | 18 | -8  | 3   |
| Guam     | 3 | 0 | 0 | 3 | 2  | 43 | -41 | 0   |

| 20 de septiembre de 2017, 16:00 | Japón | 20:0 (7:0) | Guam | Estadio Wibawa Mukti, Bekasi, Indonesia                                 |                                                                         |
|                                 | Nakano 5', 19', 38', 54' (pen.), 64' (pen.), 73' · Yoshida 10', 32', 51', 62' · Yokokawa 14' · Niu 28' (a.g.) · Sumi 60' · Maaya 66' · Aoshima 75' · Aoki 80', 87' · Kondo 83', 86' · Nakano 90' | Reporte    |      | Asistencia: 150 espectadores Árbitro(s): Mahmood Salim Said Al Majarafi | Asistencia: 150 espectadores Árbitro(s): Mahmood Salim Said Al Majarafi |

| 20 de septiembre de 2017, 19:00 | Malasia                                                                  | 6:1 (4:1) | Singapur          | Estadio Wibawa Mukti, Bekasi, Indonesia                        |                                                                |
|                                 | Shamsudin 5', 17' · Adam 11' · Ruzki 29' · Khalili 55' · Kaironnisam 68' | Reporte   | Marc Ryan Tan 23' | Asistencia: 280 espectadores Árbitro(s): Saoud Ali H J Al-adba | Asistencia: 280 espectadores Árbitro(s): Saoud Ali H J Al-adba |

| 22 de septiembre de 2017, 16:00 | Guam         | 1:14 (0:5) | Malasia | Estadio Wibawa Mukti, Bekasi, Indonesia                  |                                                          |
|                                 | Halehale 84' | Reporte    | Hafizo 11' · Bin Azman 15' (pen.), 49', 87' · Za Ba 23' · Khairi 30' (pen.) · Bin Mutalib 45+1', 51' · Bin Jaineh 48' · Bin Ishak 59', 81' · Bin Amali 67', 77' · Suhar Redzuan 72' | Asistencia: 120 espectadores Árbitro(s): Chen Hsin Chuan | Asistencia: 120 espectadores Árbitro(s): Chen Hsin Chuan |

| 22 de septiembre de 2017, 19:00 | Singapur | 0:11 (0:5) | Japón | Estadio Wibawa Mukti, Bekasi, Indonesia               |                                                       |
|                                 |          | Reporte    | Araki 7', 78' · Koshio 24' · Aoki 38', 49', 62' · Naruoka 39' · Kondo 41' · Nishikawa 48' · Aoshima 74' · Nakano 80' (pen.) | Asistencia: 150 espectadores Árbitro(s): Hanna Hattab | Asistencia: 150 espectadores Árbitro(s): Hanna Hattab |

| 24 de septiembre de 2017, 16:00 | Japón                                          | 4:0 (2:0) | Malasia | Estadio Wibawa Mukti, Bekasi, Indonesia                                 |                                                                         |
|                                 | Yoshida 23' · Ueda 27' · Nakano 49' · Aoki 73' | Reporte   |         | Asistencia: 150 espectadores Árbitro(s): Mahmood Salim Said Al Majarafi | Asistencia: 150 espectadores Árbitro(s): Mahmood Salim Said Al Majarafi |

| 24 de septiembre de 2017, 19:00 | Singapur                                                                                  | 9:1 (3:0) | Guam                  | Estadio Wibawa Mukti, Bekasi, Indonesia                  |                                                          |
|                                 | Ryan Tan 3', 20', 45+1', 56' · Chua 57', 80' · Niu 63' (a.g.) · Rahmat 77' · Zulkifli 85' | Reporte   | Halehale 90+2' (pen.) | Asistencia: 120 espectadores Árbitro(s): Chen Hsin Chuan | Asistencia: 120 espectadores Árbitro(s): Chen Hsin Chuan |

## Ranking de los segundos puestos
Los cinco mejores segundos lugares de los 10 grupos pasarán a la siguiente ronda junto a los 10 ganadores de grupo. (Se contabilizan los resultados obtenidos en contra de los ganadores y los terceros clasificados de cada grupo). Quienes avanzaron en esta ronda fueron:  India,  Omán,  Tailandia,  Vietnam y  Afganistán.
| Grp | Equipo         | PJ | PG | PE | PP | GF | GC | DG | Pts |
| --- | -------------- | -- | -- | -- | -- | -- | -- | -- | --- |
| D   | India          | 2  | 1  | 1  | 0  | 3  | 0  | +3 | 4   |
| B   | Omán           | 2  | 1  | 0  | 1  | 6  | 1  | -1 | 3   |
| G   | Tailandia      | 2  | 1  | 0  | 1  | 4  | 1  | +3 | 3   |
| I   | Vietnam        | 2  | 1  | 0  | 1  | 6  | 5  | +1 | 3   |
| J   | Malasia *      | 2  | 1  | 0  | 1  | 6  | 5  | +1 | 3   |
| C   | Afganistán     | 2  | 1  | 0  | 1  | 4  | 3  | +1 | 3   |
| A   | Arabia Saudita | 2  | 1  | 0  | 1  | 2  | 2  | 0  | 3   |
| E   | Bangladés      | 2  | 1  | 0  | 1  | 2  | 2  | 0  | 3   |
| H   | China          | 2  | 1  | 0  | 1  | 2  | 2  | 0  | 3   |
| F   | Hong Kong      | 2  | 0  | 0  | 2  | 1  | 4  | −3 | 0   |

* Malasia Sede de las Finales, clasificado de forma directa.

## Clasificados
Estos fueron los 16 clasificados a la fase final del torneo a disputartse en Malasia.
| - Malasia - Jordania - Tayikistán - Irán | - Irak - Yemen - Corea del Norte - Indonesia | - Corea del Sur - Australia - Japón - India | - Omán - Tailandia - Vietnam - Afganistán |

## Goleadores
| Jugador          | Selección | Goles | PJ |
| ---------------- | --------- | ----- | -- |
| Armando Ondriano | Indonesia | 10    | 4  |
| Keita Nakano     | Japón     | 8     | 3  |
| Tyson Savas      | Australia | 7     | 3  |
| Yusuke Aoki      | Japón     | 6     | 3  |
| Chony Wenpaserth | Laos      | 6     | 4  |